# Rafaela Cortés
Rafaela Cortés Zambrano (Meta, siglo XX) es una abogada y política colombiana, se desempeña como gobernadora de Meta desde el 1 de enero de 2024.

## Biografía
Estudió Derecho en la Universidad Libre de Colombia, especializándose en Derecho Administrativo y Mediación Empresarial de la misma universidad.
Tuvo una carrera en el sector público como contralora provincial delegada de regalías en Meta, designada por la Contraloría General de la República, funcionaria de la Procuraduría General de la Nación y personera municipal de Cabuyaro. Trabajó como abogada litigante en la empresa Assist Grupo Jurídico y gerente general del Parque Agroecológico.
Estaba casada con Jorge Felipe Carreño Sánchez, abogado y político del Partido Conservador. El 13 de julio de 2023, mientras su esposo viajaba a Bogotá para buscar el coaval del Partido Centro Democrático para presentar su candidatura a Gobernador de Meta, el avión en que viajaba él y otros cinco ocupantes se estrelló en San Luis de Gaceno (Boyacá), pereciendo todos a bordo.
Tras este trágico acontecimiento, fue ungida como candidata en reemplazo de su esposo, presentándose como candidata a la Gobernación de Meta en las elecciones regionales de 2023, con el apoyo del Partido Centro Democrático, Verde Oxígeno, el Partido de la U, el Partido Conservador y Creemos.También obtuvo el apoyo del popular gobernador saliente Juan Guillermo Zuluaga y del exgobernador Alan Jara. Finalmente, resultó elegida para el cargo con 184.845 votos, equivalentes al 36,96% del total.